# Port Orford
Port Orford é uma cidade localizada no estado norte-americano de Oregon, no Condado de Curry. Fica cerca de 8 km a sul do Cabo Blanco, o ponto mais ocidental do Oregon.

## Demografia
Segundo o censo norte-americano de 2010, a sua população era de 1133 habitantes.

## Geografia
De acordo com o United States Census Bureau tem uma área de
4,3 km², dos quais 4,2 km² cobertos por terra e 0,1 km² cobertos por água.

## Localidades na vizinhança
O diagrama seguinte representa as localidades num raio de 48 km ao redor de Port Orford.